# 7,62 × 54 мм R

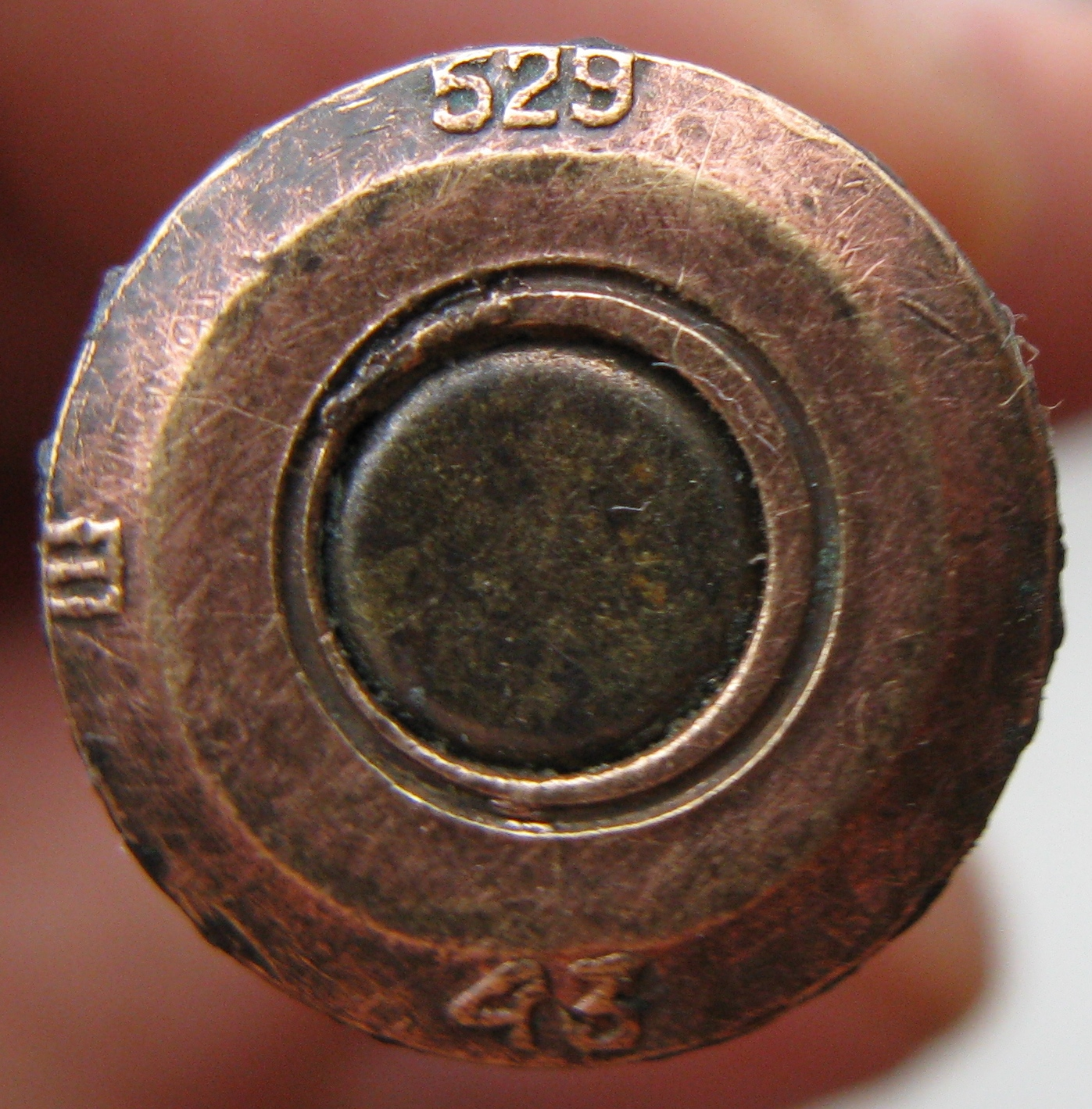
Клеймо на патроне для пулемёта ШКАС. Завод № 529 Новая Ляля

7,62×54 мм R (7,62×53R; 7,62×54; 7,62×54R, от англ. rimmed — с выступающим фланцем) — унитарный винтовочный патрон с гильзой с выступающей закраиной размерностью 7,62 × 53,72 мм, общей максимальной длиной патрона 77,16 мм, диаметром пули 7,62 мм и дульной энергией 3500 Дж.

## История
Это один из старейших винтовочных патронов современности и, вероятно, старейший из всё ещё широко используемых в военных целях патронов. Баллистика патрона 7,62×54R является наиболее изученной. Единственным столь же широко используемым винтовочно-пулемётным патроном в настоящее время является патрон 7,62×51 мм НАТО.

### 1885—1891
В 1885 году в связи с публикацией исследований Эдуарда Рубина о винтовочных патронах 8-мм калибра член Арткома ГАУ полковник Н. Ф. Роговцев сузил дульце гильзы 4,2-линейного винтовочного патрона и разработал оболочечную (изначально из меди или железа, с 1886 — из мельхиора по образцу 8 × 50 мм R Лебель) пулю конструкции Рубина калибра 8 мм (3,15 линии), а также спроектировал новый ствол для этого патрона. Для увеличения начальной скорости до 550 м/с он заместил часть калиевой селитры пороха аммиачной, но военных такой состав не устроил своей гигроскопичностью и быстрой порчей при хранении. В 1887 году он переработал гильзу под сплошное донце (по терминологии того времени «головку») вместо составного (гнутого с усилением внутренней чашечкой) и сократил толщину закраины.
В 1888 году в России испытывалась винтовка некоего Кеминга под один из опытных 7,5-мм патронов Рубина, у которого не было закраины, а для захватывания выбрасывателя был выточен «поперечный желобок». Испытатели признали, что такие патроны «вследствие неимения закраины особенно выгодны для уютности магазина и его исправного действия», но забраковали их из-за затруднительности вынимания патронов из сумки, особенно в случае попадания на пальцы осалки с пули, а также неудовлетворительного крепления пули в конической гильзе специальным латунным кольцом (введённым для удобства переснаряжения стреляных гильз прессованным порохом). Позднее патроны без закраины по инерции больше не рассматривались несмотря на то, что основным способом заряжания стала обойма.
В 1889 году Роговцев сократил диаметр гильзы своего патрона под разрабатывавшийся Охтинским пороховым заводом пироксилиновый бездымный порох. Не сохранилось документов, позволяющих датировать дальнейшее сокращение калибра до трёх линий, однако известно, что 7,62-мм ствол был отработан к началу августа того же года, а в ноябре председатель Комиссии по выработке магазинного ружья генерал-лейтенант Н. И. Чагин обосновал целесообразность перехода на этот калибр с сопутствующим уменьшением диаметра донца гильзы в служебной записке. Работами по модификации патрона Роговцева под новый калибр и проектированию нового ствола занимались делопроизводитель Комиссии полковник Петров и прикомандированный к ней штабс-капитан П. М. Савостьянов. К концу года благодаря получению бельгийского бездымного пороха со стабильными характеристиками 3-линейный патрон продемонстрировал своё превосходство перед 8-мм, и 20 января 1890 года было принято решение готовить промышленность к его производству.

### 1891—1917
В 1891 году патрон Петрова и Савостьянова был официально принят на вооружение в качестве патрона к трёхлинейной винтовке Мосина.
Сначала патрон производился с тупоконечной (закруглённой) пулей, которая весила 13,6 г и имела длину 30,8 мм, закреплялась в дульце гильзы посадкой с натягом, позже с добавлением двух или трёх кернений (назывались в конце XIX в. тычками).
В 1908 году в Российской империи была введена остроконечная пуля массой 9,6 г, и ей стали оснащать патрон данного калибра образца 1908 г. И тупоконечные, и остроконечные пули были двухэлементными: свинцовый сердечник в мельхиоровой оболочке.
В течение первой мировой войны военная промышленность Российской империи не сумела обеспечить потребности войск в винтовочных патронах (к началу 1915 года потребность действующей армии составляла 150 млн патронов в месяц, а к середине 1917 года возросла до 350 млн патронов в месяц, между тем, максимальная производительность патронных заводов, достигнутая к ноябрю 1917 года, составила лишь 150 млн патронов в месяц. Заказы на производство трёхлинейных патронов были размещены в Великобритании и США, патроны начали поступать в 1916 году. Однако ежемесячный дефицит патронов в действующей армии составлял 50 млн патронов в месяц).
В связи с необходимостью ведения огня по бронеавтомобилям и иным защищённым целям, в мае 1915 года было принято решение о разработке бронебойной пули со стальным сердечником, и в 1916 году на вооружение русской армии был принят патрон 7,62×54 мм с бронебойной пулей штабс-капитана Кутового.

### 1917—1991
31 декабря 1926 года приказом Реввоенсовета СССР № 744/141 на вооружение РККА была принята бронебойная пуля системы инженера Бойно-Родзевича к 7,62-мм винтовочному патрону; этим же приказом бронебойная пуля системы Кутового к 7,62-мм винтовочному патрону была снята с вооружения РККА.
После модернизации в 1930 году патрон получил обозначение М1908/30. В связи с разработкой новых оружейных систем в 1930-е годы советские конструкторы-оружейники разработали новые типы патронов: конструкторы Добржанский и Смирнский разработали патрон с тяжёлой пулей обр. 1930 года для станковых пулемётов; также были созданы патрон с бронебойной пулей Б-30, патрон с трассирующей пулей Т-30 (трассирующий состав к которой разработали специалисты А. С. Рябов и А. Г. Циалов) и др..
Для авиационного пулемёта ШКАС под руководством Н. М. Елизарова в начале 1930-х были разработаны патроны, которые имели трассирующие, зажигательные и комбинированного действия бронебойно-зажигательные пули, способные воспламенять бензиновые баки, защищённые бронёй. В этих патронах для предотвращения распатронирования (демонтажа) патрона при огромном темпе стрельбы в 30—50 выстрелов в секунду утолщены стенки гильзы, усилено крепление капсюля в гнезде, введён двойной кольцевой обжим пули в дульце гильзы. На дне гильзы патронов для пулемётов ШКАС, помимо стандартных обозначений, ставилась буква «Ш». Капсюль окрашен в красный цвет. В остальном окраска стандартная для соответствующих типов пуль. Патроны, предназначенные для пехотного оружия, в пулемётах ШКАС не могли применяться. Патроны к пулемёту ШКАС явились первыми в мире специальными авиационными патронами.
Во второй половине 1930-х годов некоторые заводы освоили производство гильз 7,62-мм винтовочных патронов из стальной холоднокатаной полосы, что позволило уменьшить расход цветных металлов.
К 1941 году в результате автоматизации механических операций по производству патронов трудоёмкость изготовления 7,62-мм винтовочных патронов была уменьшена на 70 %.
После начала Великой Отечественной войны потребность действующей армии в боеприпасах возросла, и в 1941 году на двух патронных заводах был начат выпуск гильз 7,62-мм винтовочных патронов из стали.
В 1943 году на основе патрона был создан промежуточный патрон 7,62×41 мм, а позднее 7,62×39 мм.
После окончания Великой Отечественной войны патрон получил распространение в армиях социалистических государств (в частности, являлся штатным винтовочно-пулемётным патроном стран Организации Варшавского Договора). Под этот патрон были разработаны новые образцы армейского стрелкового оружия (в качестве примера можно привести снайперские винтовки СВД и PSL, пулемёты UK vz. 59, тип 67 и Тип 73).
В 1980-е годы в СССР, для замены патрона 7,62×54 проводились работы по новому индивидуальному стрелковому комплексу (системе), с боевым припасом в виде 6-мм винтовочно-пулемётного патрона (6×49). В основу замысла ГРАУ по созданию нового индивидуального стрелкового комплекса (системы) было положено увеличение вероятности попадания из него в набор типовых целей, на обычных дальностях, достигаемое за счёт уменьшения ошибок при подготовке данных для стрельбы (в первую очередь, в части определения дальности до цели и ветрового сноса пули) путём существенного увеличения начальной скорости пули до 1 150 м/с. Чтобы достичь скорости пули около 1 100 м/с предприятиям оборонной промышленности СССР пришлось пойти на разработку нового пороха прогрессивного горения, специальных способов его снаряжения в патронную гильзу, применить комплекс мер по минимизации воздействия больших давлений при выстреле на безотказность и живучесть экспериментального индивидуального стрелкового оружия. Горбачёвская перестройка «похоронила», как и многое другое, эту перспективную разработку оборонной промышленности.

### После 1991
Патроны 7,62×54 мм до настоящего времени находятся на вооружении целого ряда стран мира, они серийно производятся и используются в качестве боеприпасов к армейскому оружию (снайперским винтовкам и пулемётам).
Кроме того, патрон получил распространение во многих странах в качестве боеприпаса для гражданского спортивно-охотничьего оружия.

## Номенклатура патронов
Российской и советской промышленностью выпускалась или выпускается следующая номенклатура патронов:
- 7,62 Б-32 гж (индекс ГРАУ — 57-БЗ-323/7-БЗ-3) — патрон с бронебойно-зажигательной пулей Б-32 и биметаллической (исторически «железной», откуда «гж») гильзой,
- 7,62 БП (индекс ГРАУ — 7Н26) — патрон с бронебойной пулей БП (7БМ4),
- 7,62 БС (индекс ГРАУ — 7Н37) — патрон с снайперской бронебойной пулей БС,
- 7,62 ЛПС гж (индекс ГРАУ — 57-Н-323С) — патрон с лёгкой пулей ЛПС (исторически «суррогатированной») со стальным сердечником и биметаллической гильзой,
- 7,62 Т-46 гж (индекс ГРАУ — 57-Т-323) — патрон с трассирующей пулей Т-46 и биметаллической гильзой,
- 7,62 ЛС (индекс ГРАУ — 57-Н-323У) — патрон с лёгкой пулей Л и сниженным весом заряда пороха, дозвуковой, для бесшумной стрельбы (начальная скорость — 285—295 м/с)[9][10],
- 7,62 ПЗ гж (индекс ГРАУ — 57-ЗП-323) — патрон с пристрелочно-зажигательной пулей ПЗ и биметаллической гильзой,
- 7,62 Т-46 гл (индекс ГРАУ — 57-Т-322) — патрон с трассирующей пулей Т-46 и латунной гильзой,
- 7,62 Т-46 (индекс ГРАУ — 7Т2) — патрон с трассирующей пулей Т-46,
- 7,62 Т-46М (индекс ГРАУ — 7Т2М) — патрон с трассирующей пулей Т-46М, возгорание которой происходит на расстоянии 80-120м от места выстрела,
- 7,62 Т-46М1 (индекс ГРАУ — 7Т2М1) — патрон с трассирующей пулей Т-46М1,
- 7,62 Б-30 гл (1930; индекс ГРАУ — 57-Б-222) — патрон с бронебойной пулей Б-30 и латунной гильзой,
- 7,62 Б-32 гл (1932; индекс ГРАУ — 57-БЗ-322) — патрон с бронебойно-зажигательной пулей Б-32 и латунной гильзой,
- 7,62 Б-32 гс (индекс ГРАУ — 7-БЗ-3-01) — патрон с бронебойно-зажигательной пулей Б-32 и стальной гильзой,
- 7,62 БЗТ гл (индекс ГРАУ — 57-БЗТ-322) — патрон с бронебойно-зажигательно-трассирующей пулей БЗТ и латунной гильзой,
- 7,62 БО — спортивный боеприпас с облегченной пулей для соревнований по пулевой стрельбе по мишеням типа бегущий олень,
- 7,62 Л гж (индекс ГРАУ — 57-Н-323) — патрон с лёгкой пулей Л с биметаллической оболочкой и биметаллической гильзой,
- 7,62 БТ гл (индекс ГРАУ — 57-БТ-322) — патрон с бронебойно-трассирующей пулей БТ и латунной гильзой,
- 7,62 БТ гж (индекс ГРАУ — 7БТ1) — патрон с бронебойно-трассирующей пулей БТ-90 и биметаллической гильзой,
- 7,62 Д гж (индекс ГРАУ — 57-Д-423) — патрон с тяжёлой (дальнобойной) пулей Д и биметаллической гильзой,
- 7,62 Д гл (индекс ГРАУ — 57-Д-422) (1930) — патрон с тяжёлой (дальнобойной) пулей Д и латунной гильзой,
- 7,62 З гл (индекс ГРАУ — 57-З-322) — патрон с зажигательной пулей З и латунной гильзой,
- 7,62 Л гж (индекс ГРАУ — 57-Н-223) — патрон с лёгкой пулей Л с биметаллической оболочкой и биметаллической гильзой (поставляется в обоймах),
- 7,62 Л гл (индекс ГРАУ — 57-Н-221) — патрон с лёгкой пулей Л с мельхиоровой оболочкой и латунной гильзой (поставляется в обоймах),
- 7,62 Л гл (индекс ГРАУ — 57-Н-222) — патрон с лёгкой пулей Л с биметаллической оболочкой и латунной гильзой (поставляется в обоймах),
- 7,62 Л гл (индекс ГРАУ — 57-Н-321) — патрон с лёгкой пулей Л с мельхиоровой оболочкой и латунной гильзой,
- 7,62 Л гл (индекс ГРАУ — 57-Н-322) — патрон с лёгкой пулей Л с биметаллической оболочкой и латунной гильзой,
- 7,62 ЛПС гж (индекс ГРАУ — 57-Н-223С) — патрон с лёгкой пулей ЛПС со стальным сердечником и биметаллической гильзой (поставляется в обоймах),
- 7,62 ЛПС гс (индекс ГРАУ — 57-Н-223С-01) — патрон с лёгкой пулей ЛПС со стальным сердечником и стальной гильзой,
- 7,62 П гл (индекс ГРАУ — 57-П-322) — патрон с пристрелочной пулей П и латунной гильзой,
- 7,62 ПЗ гж (индекс ГРАУ — 7-ЗП-2) — патрон с пристрелочно-зажигательной пулей ПЗ и биметаллической гильзой,
- 7,62 ПЗ гл (индекс ГРАУ — 57-ЗП-322) — патрон с пристрелочно-зажигательной пулей ПЗ и латунной гильзой,
- 7,62 ПЗ гс (индекс ГРАУ — 7-ЗП-2-01) — патрон с пристрелочно-зажигательной пулей ПЗ и стальной гильзой,
- 7,62 ПП гж (индекс ГРАУ — 7Н13) — патрон с пулей повышенной пробиваемости ПП и биметаллической гильзой,
- 7,62 ПП гс (индекс ГРАУ — 7Н13-01) — патрон с пулей повышенной пробиваемости ПП и стальной гильзой,
- 7,62 СНБ (индекс ГРАУ — 7Н14) — снайперской бронебойной патрон,
- 7,62 Т-30 гл (индекс ГРАУ — 57-Т-322) — патрон с трассирующей пулей Т-30 и латунной гильзой,
- 57-У-322 — патрон с усиленным зарядом и латунной гильзой,
- 57-У-323 — патрон с усиленным зарядом и биметаллической гильзой,
- 57-У-423 — патрон высокого давления,
- 57-Х-322 — холостой патрон с латунной гильзой,
- 57-Х-323 — холостой патрон с биметаллической гильзой,
- 57-Х-340 — холостой патрон,
- 57-НЕ-УЧ — учебный патрон,
- 7Н1 — снайперский патрон.

## Краткая характеристика
Пуля данного патрона обладает высокой поражающей способностью по живой цели. По своим характеристикам ей примерно равна пуля патрона 7,62 × 51 мм НАТО. Ранение внутренних органов - например печени, смертельно, т.к. пуля их полностью разрушит.

## Характеристики
Пули патрона 7,62×54 мм R обладают следующим пробивным действием:
- стальной шлем пробивается пулей со стальным сердечником на дистанции 1700 м;
- бронежилет IV класса защиты (по российскому ГОСТ Р 50744-95) пробивается пулей со стальным сердечником на дистанции 200 м;
- броня толщиной 7 мм при угле встречи 90° пробивается бронебойно-зажигательной пулей на дистанции 550 м;
- бруствер из плотно утрамбованного снега пробивается всеми типами[12] пуль на дистанции 1000 м на глубину 70-80 см;
- земляная преграда из свободно насыпанного супесчаного грунта пробивается всеми типами пуль на дистанции 1000 м на глубину 25-30 см;
- сухие сосновые брусья сечения 20×20 см, скреплённые в штабелях, пробивается всеми типами пуль на дистанции 1200 м на глубину 20 см;
- кирпичная кладка пробивается всеми типами пуль на дистанции 200 м на глубину 10—12 см[13][14].

## Оружие, использующее патрон
- Type 80
- АВС-36
- АЕК-999
- Беркут (карабин)
- МС-74
- Вепрь (карабин)
- ВПО-111 «Егерь»
- ВМ МП-УОС
- Винтовка Мосина
- ВС-121
- ГШГ
- ДС-39
- ДП/ДПМ
- ДТ
- Лахти-Салоранта М-26
- М91
- Мадсен (пулемёт)
- Максим
- МС-74
- МЦ-116
- МЦ-116М
- MP-18МН
- MP-94
- МТ
- ПКП
- ПК/ПКМ
- РП-46
- СВТ-40
- СВ-98
- СВДС
- СГ-43/СГМ
- СВД
- Тигр 7,62
- СВК
- СВУ
- ШКАС
- С-49
- Winchester Model 1895
- MG-1M